# Henricus Loos
Henricus Loos (* 21. April 1813 in Amsterdam; † 4. Juni 1873 in Utrecht) war der neunte alt-katholische Erzbischof von Utrecht.

## Leben und Wirken
Er war der Sohn von Henricus Loos und Cornelia, geborene Swart. Im Jahre 1825 wurde er in das Seminar zu Amersfoort aufgenommen. Nach seiner Priesterweihe am 1. Dezember 1833 in Haarlem durch Bischof Johannes Bon wirkte er in Den Haag (1833 bis 1835), Enkhuizen (1835 bis 1839), Zaandam (1839 bis 1849) und Utrecht (H. Maria, 1849 bis 1870). Von 1853 bis 1858 war Loos „Sekretär des Episkopats“, eine Position ähnlich der eines Generalvikars.
Am 7. Juli 1858 wählte ihn das Domkapitel zum Erzbischof. Er wurde am 21. September 1858 von den Bischöfen Henricus Johannes van Buul (Haarlem) und Hermann Heykamp (Deventer) zum Bischof geweiht.
Loos war Verfasser einer Reihe von theologischen Schriften.
In seine Amtszeit fiel das I. Vaticanum. Auf Einladung deutscher Katholiken, die wegen ihrer Ablehnung der Konzilsdekrete exkommuniziert worden waren, unternahm Loos 1872 eine Pastoralreise durch Deutschland und spendete dort das Sakrament der Firmung. Zeitgenossen berichten, dass diese Reise einem Triumphzug geglichen hätte.